# Cetema paramyopina
Cetema paramyopina är en tvåvingeart som beskrevs av Collin 1966. Cetema paramyopina ingår i släktet Cetema och familjen fritflugor. Inga underarter finns listade i Catalogue of Life.